# Piddlehinton
Piddlehinton är en ort och civil parish i Storbritannien.   Den ligger i kommunen Dorset och riksdelen England, i den södra delen av landet, 180 km sydväst om huvudstaden London. Piddlehinton ligger 86 meter över havet och antalet invånare är 403.
Terrängen runt Piddlehinton är platt. Runt Piddlehinton är det ganska tätbefolkat, med 86 invånare per kvadratkilometer. Närmaste större samhälle är Dorchester, 6,7 km söder om Piddlehinton. Trakten runt Piddlehinton består till största delen av jordbruksmark.